# Cichlasoma minckleyi
Mojarra caracolera de Cuatro Ciénegas (còn có tên là Cichlasoma minckleyi) là một loài cá thuộc họ Cichlidae. Nó là loài đặc hữu của México.